# Viola all'inglese
Viola all'inglese, 'engelsk viola', var en instrumentfamilj med olika storlekar liknande viola da gamba eller viola d'amore, som var försedd med resonanssträngar. 
Antonio Vivaldi blev utnämnd till lärare i viola all'inglese vid Ospedale della Pietà i Venedig 1704.